# Ранчо-Гранде (Нью-Мексико)
Ранчо-Гранде (англ. Rancho Grande) — переписна місцевість (CDP) в США, в окрузі Катрон штату Нью-Мексико. Населення — 96 осіб (2020).

## Географія
Ранчо-Гранде розташоване за координатами 33°40′55″ пн. ш. 108°51′29″ зх. д. / 33.68194° пн. ш. 108.85806° зх. д. (33.682001, -108.858158).  За даними Бюро перепису населення США в 2010 році переписна місцевість мала площу 1,13 км², з яких 1,10 км² — суходіл та 0,03 км² — водойми.

## Демографія
Згідно з переписом 2010 року, у переписній місцевості мешкали 142 особи в 69 домогосподарствах у складі 44 родин. Густота населення становила 126 осіб/км².  Було 102 помешкання (90/км²).
Расовий склад населення:
| - 89,4 % — білих - 4,2 % — корінних американців - 2,8 % — осіб інших рас |

До двох чи більше рас належало 3,5 %. Частка іспаномовних становила 12,0 % від усіх жителів.
За віковим діапазоном населення розподілялося таким чином: 11,3 % — особи молодші 18 років, 54,2 % — особи у віці 18—64 років, 34,5 % — особи у віці 65 років та старші. Медіана віку мешканця становила 60,4 року. На 100 осіб жіночої статі у переписній місцевості припадало 108,8 чоловіків;  на 100 жінок у віці від 18 років та старших — 110,0 чоловіків також старших 18 років.
Середній дохід на одне домашнє господарство  становив 58 756 доларів США (медіана — 51 696), а середній дохід на одну сім'ю — 58 756 доларів (медіана — 51 696). 
Цивільне працевлаштоване населення становило 119 осіб. Основні галузі зайнятості: фінанси, страхування та нерухомість — 35,3 %, будівництво — 29,4 %, освіта, охорона здоров'я та соціальна допомога — 22,7 %.